# 1907년 티플리스 은행강도사건

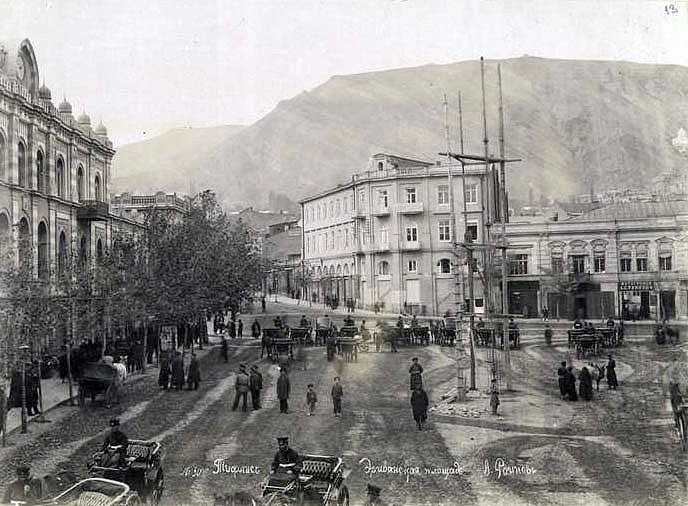

1907년 티플리스 은행강도사건 또는 에리반스키 광장 몰수는 1907년 6월 26일 코카서스 부왕령의 티플리스 주 티플리스시(현재 조지아의 수도 트빌리시)에서 발생한 무장 강도 사건이다. 볼셰비키 그룹은 혁명 활동 자금을 조달하기 위해 은행 현금 선적을 수용했다. 강도들은 은행 역마차와 주변 경찰, 군인들을 폭탄과 총으로 공격했고, 역마차는 우체국과 러시아 제국 중앙은행 티플리스 지점 사이의 에리반스키 광장(현재의 자유 광장)을 통해 돈을 운반하고 있었다. 공식 기록 문서에 따르면 이번 공격으로 40명이 사망하고 50명이 부상을 입었다. 강도들은 241,000루블을 가지고 탈출했다.

## 같이 보기
- 1906년 헬싱키 은행강도사건